# Pantiharjo
Pantiharjo is een bestuurslaag in het regentschap Rembang van de provincie Midden-Java, Indonesië. Pantiharjo telt 276 inwoners (volkstelling 2010).